# FK Pawlikeni
Der FK Pawlikeni ist ein bulgarischer Fußballverein aus Pawlikeni im Oblast Weliko Tarnowo.

## Geschichte
Der Klub wurde 1928 unter dem Namen Chadschi Slawtschew Pawlikeni gegründet und nahm in den 1930er und 1940er Jahren unregelmäßig an der seinerzeit im Pokalmodus ausgetragenen Meisterschaftsendrunde teil. 
Bei Einführung der B Grupa als zweithöchster Spielklasse gehörte der nun DSO Tscherweno sname Pawlikeni bezeichnete Klub in der Auftaktspielzeit 1950 zu den Gründungsmitgliedern. In der Spielzeit 1954 zog die Mannschaft als Staffelsieger in die Aufstiegsrunde ein, wo sie sich gemeinsam mit DNA Plowdiw und WWS Sofia gegen DSO Spartak Russe und DSO Tscherweno sname Radomir durchsetzte und erstmals in die A Grupa aufstieg. Mit fünf Saisonsiegen beendete der Klub die Spielzeit 1955 als Schlusslicht und stieg zusammen mit WUS Stalin und Lokomotive Plowdiw direkt wieder ab. Anschließend spielte die Mannschaft noch kurzzeitig zweitklassig, ehe sie am Ende der Zweitliga-Spielzeit 1959/60 in die Drittklassigkeit abstieg.
Zur Spielzeit 1972/73 gelang Tscherweno sname Pawlikeni die Rückkehr in die B Grupa, wo die Mannschaft in der Folge bis zum erneuten Abstieg neun Spielzeiten antrat. Nach dem erneuten Aufstieg 1988 blieb sie vier Spielzeiten in der zweithöchsten Spielklasse. Im Zuge des Zusammenbruchs des kommunistischen Regimes erfolgte 1990 die Umbenennung in FK Pawlikeni. Mit dem Zweitligaabstieg am Ende der Spielzeit 1991/92 verabschiedete sich der Klub vom höherklassigen Ligafußball und stieg später bis in den regionalen Amateurbereich ab. 2014 kehrte der Klub in die W Grupa als höchste, vom bulgarischen Verband organisierten Amateurklasse zurück.